# Parastasia basalis
Parastasia basalis är en skalbaggsart som beskrevs av Candeze 1869. Parastasia basalis ingår i släktet Parastasia och familjen Rutelidae. Inga underarter finns listade i Catalogue of Life.